# Mason City, Iowa
Mason City là một thành phố thuộc quận Cerro Gordo, tiểu bang Iowa, Hoa Kỳ. Năm 2010, dân số của thành phố này là 28079 người.

## Dân số
Dân số qua các năm:
- Năm 2000: 29172 người.
- Năm 2010: 28079 người.